# Navy Exchange
Navy Exchange (NEX) är ett amerikanskt statligt företag som förser örlogsbaser, tillhörande USA:s flotta, med varor och tjänster runt om i världen. Företaget ägs av flottans Navy Exchange Service Command (Nexcom). NEX äger och driver själva bland annat bensinstationer, bilverkstäder, blomsteraffärer, hårfrisörer, kemtvättar, klädaffärer, livsmedelsaffärer och optiker. Vissa andra såsom biluthyrning och posttjänster samt restauranger, från nationella restaurangkedjor, drivs av externa aktörer.

## Historik
År 1896 öppnades det en inrättning för köp av öl på det amerikanska slagskeppet USS Indiana (BB-1), senare tillkom det även andra varor såsom tobak. År 1909 gavs det tillåtelse för USA:s flotta att bedriva försäljning via två olika typer av butikskoncept till officerare och sjömän i USA:s flotta och USA:s marinkår samt civila anställda vid flottans örlogsbaser utanför kontinentala USA. Butikskoncepten fick namnen Commissary Stores och Ship’s Stores. År 1942 blev de två butikskoncepten fusionerade med varandra eftersom flottan ansåg att det var överflödigt att ha två olika. Det gemensamma namnet blev Ship’s Stores. År 1944 beordrade USA:s marinminister att fusionen skulle gälla för hela flottan. Året efter började flottan att centralisera butikssystemet. Ett huvudkontor för butikssystemet uppfördes i Brooklyn i New York 1946. Huvudkontoret kallades först Navy Ship’s Stores Office men fick senare Navy Exchange Service Command (Nexcom). År 1993 flyttades huvudkontoret till Virginia Beach i Virginia.
År 2019 publicerades det en rapport från USA:s försvarsdepartement om att eventuellt fusionera samtliga militära butikssystem tillsammans med Coast Guard Exchange (CGX) för att vara ett enda. Det skulle innebära att Army & Air Force Exchange Service, Marine Corps Exchange och Navy Exchange skulle slås ihop med CGX. Rapporten hävdade att det skulle spara mellan 700 miljoner och 1,3 miljarder amerikanska dollar de första fem åren och sedan 400–700 miljoner dollar årligen för varje efterföljande år. Den 4 april 2022 blev försvarsdepartementet dock beordrad av USA:s biträdande försvarsminister Kathleen Hicks om att alla planer om en eventuell fusion skulle skrotas. Den 12 april meddelade försvarsdepartementet att den eventuella fusionen skulle inte genomföras.